# Cornelis Bernardus van Niel
Cornelis Bernardus van Niel (ur. 4 listopada 1897 w Haarlemie, zm. 10 marca 1985 w Carmel) – amerykański mikrobiolog pochodzenia holenderskiego.
W 1923 ukończył studia w zakresie inżynierii chemicznej na Uniwersytecie Technicznym w Delfcie. Wykłady prowadzone przez Martinusa Beijerincka spowodowały, że zainteresował się mikrobiologią. Został asystentem Alberta Kluyvera, w 1928 uzyskał stopień doktora i podjął pracę w stacji morskiej (Hopkins Marine Station) podlegającej Uniwersytetowi Stanforda.
Prowadził badania bakterii siarkowych, które pozwoliły mu wysunąć hipotezę, że tak jak siarka u bakterii siarkowych pochodzi z H2S, tak tlen u roślin pochodzi z H2O. Odkrycie to było bardzo istotnym elementem pozwalającym na zrozumienie procesu fotosyntezy.
Był członkiem Królewskiej Holenderskiej Akademii Sztuk i Nauk.

## Wyróżnienia i nagrody
- National Medal of Science (1963)
- Medal Leeuwenhoeka (1970)